# 크리스틴 (2016년 영화)
크리스틴(Christine)은 미국에서 제작된 안토니오 캠포스 감독의 2016년 드라마 영화이다. 레베카 홀 등이 주연으로 출연하였다.

## 출연

### 주연
- 레베카 홀
- 마이클 C. 홀
- 킴 쇼

### 조연
- 마리아 디지아
- J. 스미스-카메론
- 트레이시 레츠
- 달라스 화이트
- 레이첼 헨드릭스